# 大橋一彦
大橋 一彦(おおはし かずひこ、1941年10月10日 - ）は、日本の経営者。フジクラ社長を務めた。静岡県出身。

## 経歴
1965年に静岡大学工学部を卒業し、同年に藤倉電線(現在のフジクラ)に入社。1997年6月に取締役に就任し、1999年6月に常務を経て、2005年4月には社長に就任。2009年4月に会長を経て、2011年4月に相談役に就任。
2016年4月に名誉顧問。
2022年4月に旭日中綬章を受章。